# Vie et mort d'Émile Ajar
Vie et mort d'Émile Ajar, est un roman de Romain Gary publié à titre posthume le 17 juillet 1981 aux éditions Gallimard.

## Historique
Romain Gary a créé de toutes pièces le personnage d'Émile Ajar sans jamais en révéler de son vivant l'identité réelle. C'est juste avant son suicide en 1980 qu'il rédige cet ouvrage où il révèle toute la supercherie. Gary a terminé ce manuscrit le 21 mars 1979 et l’a envoyé à son éditeur le jour de sa mort, le 2 décembre 1980.

## Résumé
Romain Gary revient sur le subterfuge qu'il a mis en place en se faisant passer pour Émile Ajar. Il explique son mode opératoire, les moments où il aurait pu être démasqué, et en profite pour critiquer la société littéraire qui lui est contemporaine. L'auteur conclut son livre avec : « Je me suis bien amusé. Au revoir et merci. » ; comme si, finalement, sa vie n'avait été qu'un jeu en grandeur nature.

## Éditions
- Romain Gary, Vie et mort d'Émile Ajar, Paris, Gallimard, 7 juillet 1981, 42 p. (ISBN 2070263517).